# يواخيم فيست
يواخيم كليمنس فيست (8 ديسمبر 1926 - 11 سبتمبر 2006) وهوصحفيًا وناقدًا ومحررًا ألمانيًا معروفًا بكتاباته وتعليقاته العامة على ألمانيا النازية، بما في ذلك سيرة أدولف هتلر وكتب عن ألبرت شبير ومقاومة ألمانية للنازية. وكان شخصية بارزة في النقاش بين المؤرخين الألمان حول الفترة النازية.

## في التأليف
شرع فيست في كتابة السيرة الذاتية لأدولف هتلر، التي نُشرت في عام 1973. أول سيرة ذاتية لهتلر منذ تلك التي كتبها آلان بولوك في عام 1952 والأولى لكاتب ألماني، ظهرت في وقت كان الجيل الأصغر من الألمان يواجهون الإرث. من الفترة النازية. أثار ذلك جدلاً بين المؤرخين الألمان، لأن فيست، وهو سياسي محافظ، رفض وجهة النظر، التي كانت مهيمنة آنذاك، بأن أسباب صعود هتلر إلى السلطة كانت اقتصادية إلى حد كبير. وبدلاً من ذلك، كان يعتقد أن صعود الرايخ الثالث إلى السلطة كان نتيجة لتغاضي ملايين الألمان عن هتلر أو دعمه بنشاط.
شرح فيست نجاح هتلر من حيث ما أسماه «الخوف الكبير» الذي تغلب على الطبقات الوسطى الألمانية، ليس فقط كنتيجة لخلع البلشفية والحرب العالمية الأولى ولكن أيضًا على نطاق أوسع استجابة للتحديث السريع، الذي أدى إلى شوق رومانسي لماض ضائع. أدى ذلك إلى استياء الجماعات الأخرى، وخاصة اليهود، الذين كان يُنظر إليهم على أنهم عملاء للحداثة. كما جعل العديد من الألمان عرضة لشخصية مثل هتلر يمكنها التعبير عن مزاجهم. «لم يكن أبدًا قائدهم فقط، لقد كان دائمًا صوتهم... الناس، كما لو كانوا مكهربين، تعرفوا على أنفسهم فيه».
في عام 1977، أخرج فيست فيلمًا وثائقيًا بعنوان هتلر: مهنة. أثار فيلم فيست (الذي يهدف إلى شرح سبب حب الناس العاديين في ألمانيا لهتلر) الجدل بين بعض النقاد مثل المؤرخة الأمريكية ديبوراه ليبستادت، التي كتبت ذلك من خلال عرض مقاطع مكثفة لهتلر من الأفلام الدعائية وتجاهلت المحرقة تمامًا، في تمجيد للفوهرر.
عمل فيست كمساعد تحرير لألبرت شبير، مهندس بلاط هتلر ثم وزير الذخائر، بينما عمل شبير على سيرته الذاتية في مذكرات «داخل الرايخ الثالث (1970)». بعد وفاة شبير، وسط جدل حول مصداقية المذكرات، كتب فيست «شبير: الحكم النهائي (2002)» انتقد فيه شبير لتورطه المتعمد في جرائم النظام النازي، والتي أخفاها شبير بنجاح خلال محاكمات نورمبرغ.
كتب فيست أعماله الرئيسية الأخرى عن التاريخ الألماني، «التخطيط لموت هتلر: المقاومة الألمانية لهتلر (1994)» ، للاحتفال بالذكرى الخمسين لمؤامرة 20 يوليو لاغتيال هتلر. كان هذا العمل بمثابة إعادة نظر جزئية في حكمه السابق القاسي على الشعب الألماني. واعترف بأن العديد من الألمان عارضوا النظام النازي في الحدود التي فرضتها عليهم ظروفهم. تمسك برأيه، ومع ذلك، فقد رفض معظم الألمان عمداً قبول الحقيقة بشأن النازية حتى فوات الأوان.
في عام 2002، نشر فيست «داخل قبو هتلر: الأيام الأخيرة للرايخ الثالث» ، وهو عمل استند جزئيًا إلى الأدلة المتاحة بعد فتح الأرشيف السوفيتي، لكنه أكد إلى حد كبير رواية وفاة هتلر الواردة في كتاب آخر أيام هتلر (1947) لهيو تريفور روبر. داخل قبو هتلر، جنبًا إلى جنب مع مذكرات السكرتيرة الشخصية لهتلر تراودل يونغه، قُدمت المواد كمصدر للفيلم الألماني السقوط (2004)، وهو ثالث فيلم روائي ألماني بعد الحرب يصور هتلر مباشرة.

## الصحافة والنقد
بعد سيرة هتلر، أصبح فيست محررًا مشاركًا في صحيفة فرانكفورتر العامة، وإحدى الصحف الألمانية الرائدة ومقرها في فرانكفورت ومؤسسة في العالم الناطق بالألمانية. من عام 1973 إلى عام 1993، قام بتحرير قسم الثقافة في الجريدة. كانت وجهات نظره بشكل عام محافظة ومتشائمة ومتشككة، وكان ينتقد بشكل خاص وجهات النظر اليسارية التي هيمنت على الحياة الفكرية الألمانية من أواخر الستينيات وحتى انهيار الشيوعية في عام 1991. تولى دورًا رائدًا في هيستوريك إرستريت («نزاع المؤرخين») من 1986 إلى 1989، حيث تم تحديده مع أولئك الذين يرفضون ما اعتبروه الهيمنة الماركسية في التأريخ الألماني في هذه الفترة.

## أعمال
في ألمانيا
- Das Gesicht des Dritten Reiches: Porträt einer totalitären Herrschaft ، R. Piper & Co. Verlag، 1963، München.
- Ich nicht: Erinnerungen an eine Kindheit und Jugend ، Rowohlt Verlag، 2006–09، Reinbek ((ردمك 3-498-05305-1)
- Speer: Eine Biographie ، Fischer TB Verlag، 2001، Frankfurt am Main ((ردمك 3-596-15093-0))
- هتلر: أين بيوجرافي ، سبيجل فيرلاج، 2006-2007، هامبورغ ((ردمك 978-3-87763-031-0))
- Nach dem Scheitern der Utopien: Gesammelte Essays zu Politik und Geschichte ، Rowohlt Verlag، 2007–9، Reinbek ((ردمك 978-3498021191))
- Flüchtige Größe. Gesammelte Essays über Literatur und Kunst ، روهلت فيرلاغ، 2008-2008، رينبيك ((ردمك 978-3498021238))

باللغة الإنجليزية
- هتلر ((ردمك 0-15-602754-2))، 1973. نشرت باللغة الإنجليزية عام 1974.
- «التذكر المرتبط: الجدل حول عدم المقارنة بين الجرائم الجماهيرية الوطنية الاشتراكية» الصفحات 63-71 و «التذييل، 21 أبريل 1987» الصفحات 264-265 من Forever In The Shadow of Hitler؟ حرره إرنست بايبر، دار العلوم الإنسانية، أتلانتيك هايلاندس، نيو جيرسي، 1993، ((ردمك 0391037846)).
- بداخل هتلر بنكر: آخر أيام الرايخ الثالث ((ردمك 0-374-13577-0))
- The Face Of The Third Reich: Portraits Of The Nazi Leadership. Da Capo Press. 1999. ص. 420. ISBN:978-0306809156.  The Face Of The Third Reich: Portraits Of The Nazi Leadership. Da Capo Press. 1999. ص. 420. ISBN:978-0306809156.  The Face Of The Third Reich: Portraits Of The Nazi Leadership. Da Capo Press. 1999. ص. 420. ISBN:978-0306809156.
- سبير: الحكم النهائي ((ردمك 0-15-100556-7))
- التخطيط لموت هتلر: المقاومة الألمانية لهتلر، 1933-1945 ((ردمك 0-8050-5648-3))
- ليس أنا: مذكرات الطفولة الألمانية ، عبر. مارتن تشالمرز، أتلانتيك 2012 ((ردمك 978-1843549314))